# Tiffany Ciely
Tiffany Ciely (* 10. Mai 1987 in Brüssel, eigentlich Tiffany Baworowski) ist eine belgische Sängerin.

## Biografie
Seit ihrem zehnten Lebensjahr ist die junge Sängerin, die neben ihrer Muttersprache Französisch auch noch fließend Englisch, Niederländisch und Deutsch spricht, im Theater, in Musicals und in Filmen zu sehen. Mit zwölf begann sie, Lieder (sowohl auf Englisch als auch auf Französisch) zu schreiben.
Im Jahr 2003 begann eine Kooperation mit François Leboutte. Seit 2004 ist sie als Sängerin tätig. Sie nahm drei Titel auf: „Ton ombre qui court“, „I die“ und „Lost paradize“, von dem auch eine französischsprachige Version existiert. Sie heißt „Le Paradise perdu“.
Diesen Titel sendete sie beim wallonischen Fernsehen RTBF ein, der einen Aufruf für Beiträge zum Eurovision Song Contest 2005 gestartet hatte. Zuerst sollte eine interne Jury den Kandidaten entscheiden, doch diese blieb sich uneinig, sodass RTBF ein nationales Finale veranstaltete. Neben „Le Paradise perdu“, das sie in einer sprachlich gemixten Version unter dem englischen Titel „Lost paradize“ vorstellte, konkurrierte auch der Titel „Le grand Soir“ von Nuno Resende um das Ticket nach Kiew. Am Ende gewann „Le grand Soir“ mit 100 Votingstimmen Vorsprung auf „Lost paradize“, sodass Nuno Resende zum Eurovision Song Contest fuhr. 
In den Charts erreichte Lost paradize dagegen Platz 10, während Le grand Soir nur Platz 23 belegte.
Am 17. Februar 2006 gab die Sängerin ihr erstes Konzert, zwei Monate danach erschien eine DVD davon – „Tiffany Ciely en concert“.

## Diskografie
- „Ton ombre qui court“ (2004)
- „I die“ (2004)
- „Lost paradize“ (2004)
- „Lost paradize“ (Neue Version, 2005)

## Filmografie
- „Tiffany Ciely en concert“ (2006)